# سباق باريس روبيه 1919
طواف باريس 1919 هو سباق دراجات هوائية أقيم بتاريخ 20 أبريل، تكون السباق من مرحلة واحدة، وامتدّ لمسافة 280 كم، وبسرعة 22.857 كم/س، استغرق السباق 12 ساعات و15 دقيقة.